# Wanli, Nanchang
Wanli är ett stadsdistrikt i Nanchang i Jiangxi-provinsen i södra Kina.
1. ↑  http://www.geohive.com/cntry/CN-36_ext.aspx